# Фастат
Фаста́т (фр. Pfastatt) — коммуна на северо-востоке Франции в регионе Гранд-Эст (бывший Эльзас — Шампань — Арденны — Лотарингия), департамент Верхний Рейн, округ Мюлуз, кантон Кингерсайм. До марта 2015 года коммуна административно входила в состав кантона Виттенем (округ Мюлуз).
Площадь коммуны — 5,24 км², население — 8356 человек (2006) с тенденцией к росту: 9269 человек (2012), плотность населения — 1768,9 чел/км².

## Население
Численность населения коммуны в 2011 году составляла 9111 человек, а в 2012 году — 9269 человек.
| 1962 | 1968 | 1975 | 1982 | 1990 | 1999 | 2006 | 2008 | 2011 | 2012 |
| ---- | ---- | ---- | ---- | ---- | ---- | ---- | ---- | ---- | ---- |
| 5209 | 5986 | 6353 | 6247 | 8061 | 7946 | 8356 | 8471 | 9111 | 9269 |

Динамика населения:

## Экономика
В 2010 году из 5770 человек трудоспособного возраста (от 15 до 64 лет) 4288 были экономически активными, 1482 — неактивными (показатель активности 74,3 %, в 1999 году — 68,1 %). Из 4288 активных трудоспособных жителей работали 3861 человек (2046 мужчин и 1815 женщин), 427 числились безработными (186 мужчин и 241 женщина). Среди 1482 трудоспособных неактивных граждан 422 были учениками либо студентами, 549 — пенсионерами, а ещё 511 — были неактивны в силу других причин.
На протяжении 2011 года в коммуне числилось 4049 облагаемых налогом домохозяйств, в которых проживало 9078 человек. При этом медиана доходов составила 20345 евро на одного налогоплательщика.

## Достопримечательности (фотогалерея)

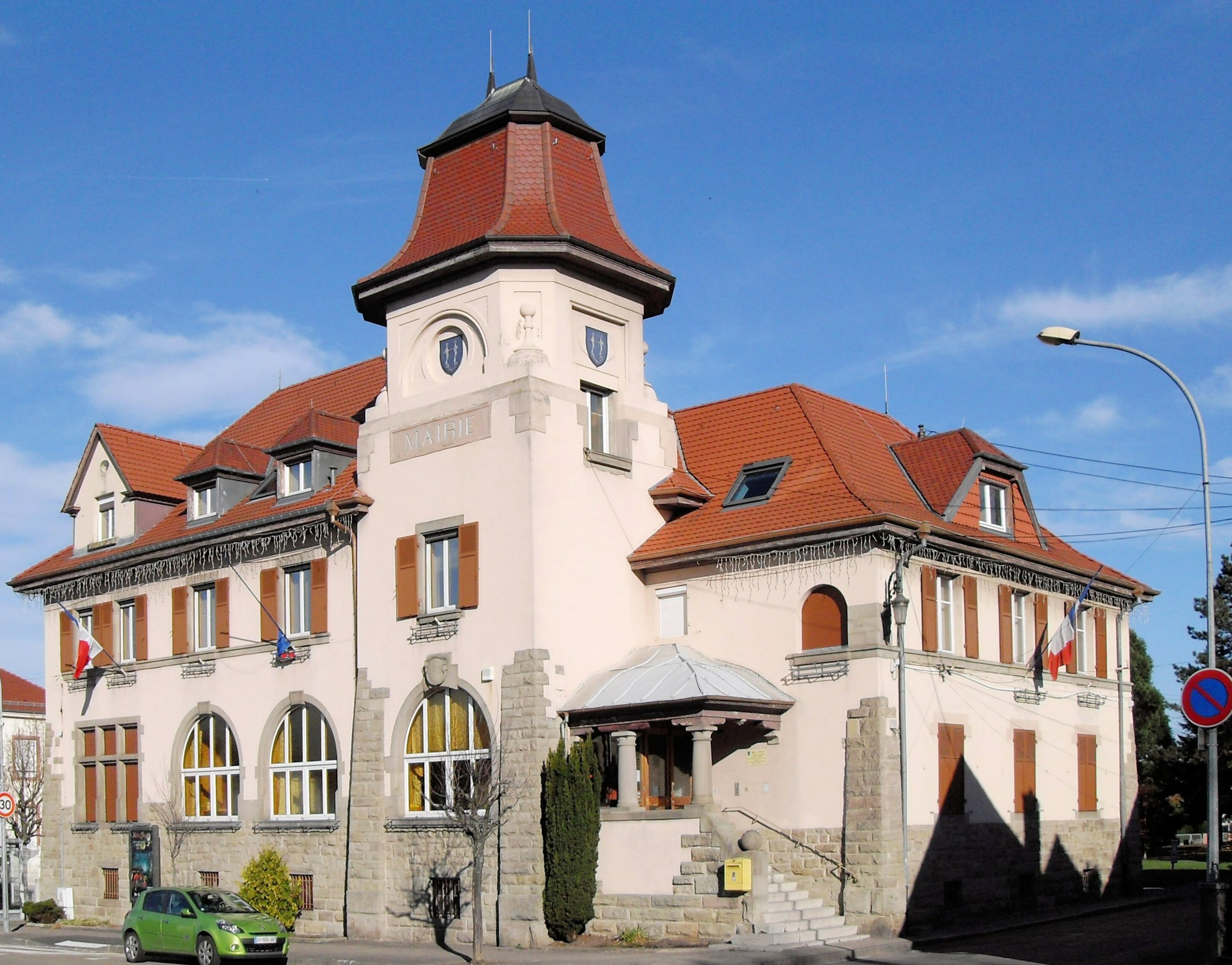
Здание мэрии